# Camille Brissot
Pour les articles homonymes, voir Brissot.
Camille Brissot, née le 5 octobre 1988 à Romans-sur-Isère dans la Drôme, est une romancière française.

## Biographie

### Enfance et formation
Camille Brissot nait le 5 octobre 1988 à Romans-sur-Isère. Elle grandit dans la Drôme.
Elle réalise ses études au sein de l'Institut d'Études Politiques de Lyon, où elle suit en parallèle un cursus sur les civilisations asiatiques puis étudie pendant un an à Edimbourg. 

### Carrière littéraire
Camille Brissot publie son premier roman, Les héritiers de Mantefaule, en 2005, aux éditions Rageot, alors qu'elle est encore lycéenne,. 
Plusieurs romans suivent ensuite, dont La maison des reflets aux éditions Syros, qui remporte les prix Imaginales des collégiens 2018 et RTS Ados 2018. Le roman raconte l'histoire de maisons dotées de reflets qui reproduisent parfaitement le physique et la personnalité des proches disparus de leurs visiteurs. 
En 2021, elle publie 21 printemps comme un million d’années aux éditions Syros. Le roman, qui parle de l'acceptation de la mort et du deuil, raconte l'histoire de Juliette, malade, qui vit chaque jour comme le dernier, accompagnée de son ami Victor.
Parallèlement, elle participe régulièrement à des rencontres auprès des jeunes lecteurs,,.

### Vie privée
Camille Brissot vit à Paris et travaille dans la communication.

## Œuvre

### Romans indépendants
- Les héritiers de Mantefaule, Rageot, 2005
- Le cœur à l'ouest, Rageot, 2008
- Sous une pluie d'étoiles, Rageot, 2012
- Le vent te prendra, Rageot, 2015
- La maison des reflets, Syros, 2017 - Prix Imaginales des collégiens 2018[4], Prix RTS Ados 2018[5]
- Dans la peau de Sam, Syros, 2017 - Prix Imaginales des écoliers 2018[9]
- Ceux des limbes, Syros, 2018
- 21 printemps comme un million d'années, Syros, 2019

### SérieLe Club des métamorphes
- Le manoir aux secrets, Rageot, 2015
- Le chapiteau des ombres, Rageot, 2017
- L'île aux mystères, Rageot, 2018

### SérieDresseur de fantômes
- Dresseur de fantômes, l'Atalante, 2014
- Vagabonds des airs, l'Atalante, 2015